# Claude Launoy
Pour les articles homonymes, voir Launoy (homonymie).
Claude Charles Nicolas Launoy ou de Launoy, né le 15 août 1748 à Mirecourt et mort le 6 septembre 1830 à Épinal, est un minéralogiste et inventeur français.
Il est avec François Bienvenu l'inventeur de l'hélicoptère,.

## Biographie

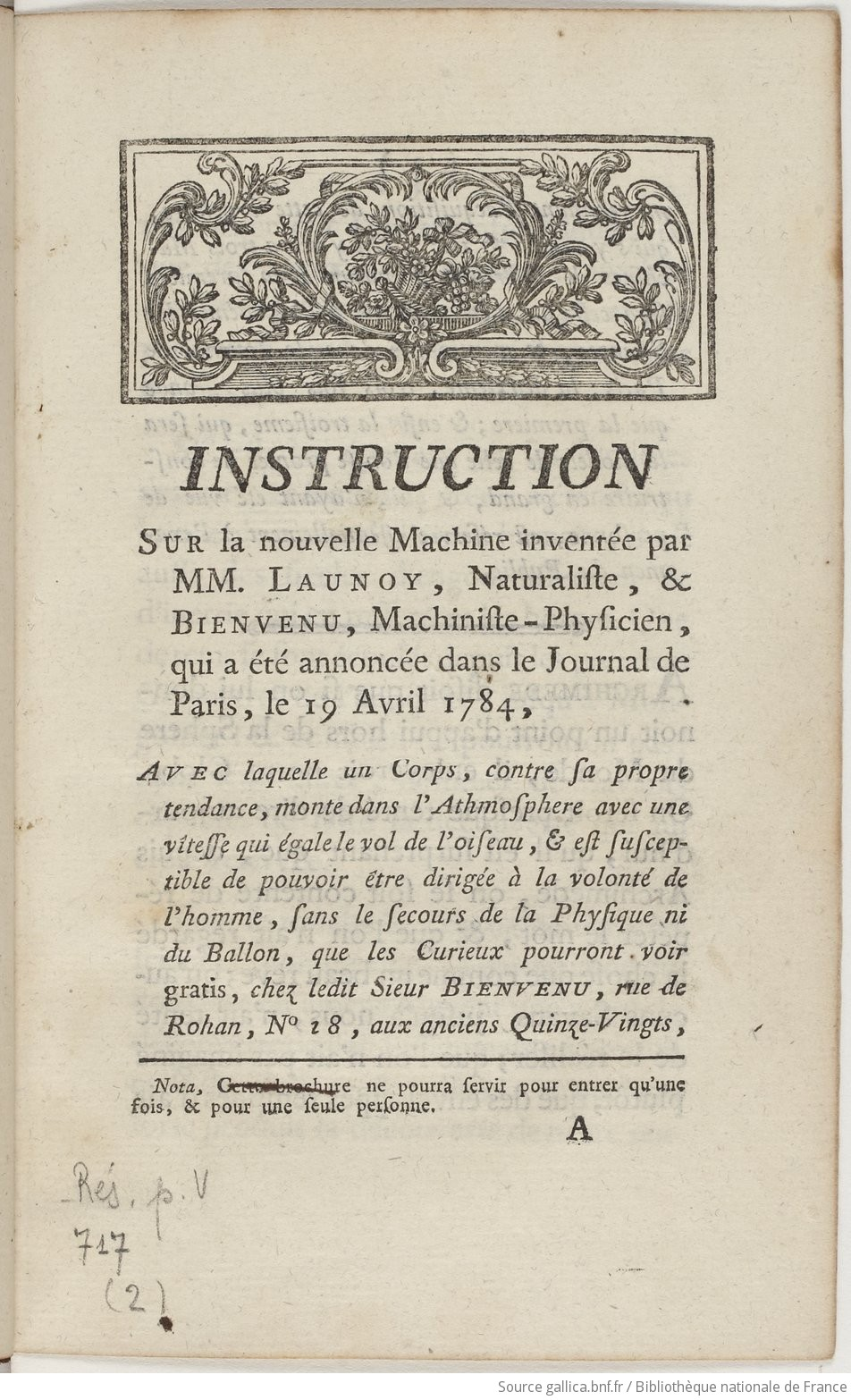
Instruction sur la nouvelle machine de Bienvenu et Launoy (1784)

Il est le fils de Claude-Thomas de Launoy, avocat à la Cour et de Barbe Ébaudy, son épouse.
Maître particulier, à partir du 17 avril 1769, de la maîtrise des eaux et forêts d'Épinal où il réside depuis 1765,, Launoy effectue des recherches en minéralogie lorsqu'il rencontre à Paris le machiniste-physicien François Bienvenu. Avec lui, il conçoit le principe du tout premier hélicoptère et dépose en 1784 leur invention à l'Académie des sciences. Le 26 avril 1784, ils font ainsi voler devant l'Académie royale des sciences un petit modèle très simple mû par un mécanisme de ressort à arc et deux rotors contrarotatifs réalisés en plumes d'oie. Launoy publie aussi la même année ses Instruction sur la nouvelle Machine inventée.
On lui doit aussi en 1787 un Catalogue raisonné de minéraux, cristallisations, agates.... Il est aussi Juge au tribunal de district d'Épinal, du 17 novembre 1790 au 26 septembre 1792.
En 1802, il devient maire d'Épinal (1802-1815) et l'est de nouveau de août 1815 à mai 1816. Il est fait chevalier de la Légion d'honneur le 31 octobre 1814.
Jusqu'en 2019 son prénom est resté inconnu, les chercheurs invariablement écrivant « Launoy et Bienvenu » pour désigner les inventeurs de l'hélicoptère. En recherchant le brevet déposé à l'Académie des sciences, Alexandre Tarrieu a découvert la signature des deux savants, le document comportant leurs adresses : Bienvenu, 18, rue de Rohan ; Launoy, rue Plâtrière. Par des recherches généalogiques et en remontant aux adresses indiquées, les prénoms de Launoy ont ainsi pu être établis ainsi que sa généalogie.

## Évocations
Jules Verne mentionne Launoy et Bienvenu dans le chapitre VI de son roman consacré aux appareils aériens à hélices, Robur-le-Conquérant.
L'hélicoptère de Launoy et Bienvenue est représenté sur un timbre cambodgien de 150 riels mis en distribution en 1993.